# Vir honestus
Vir honestus è un titolo onorifico, sovente abbreviato nei documenti attraverso la sigla vh, di origine antica e in uso nell'ambito delle qualifiche civili in Italia per tutto l'Alto Medioevo e fino al Medioevo centrale. Forse le sue origini sono da ricercarsi nella classe sociale degli honestiores, presente già nella Roma repubblicana, ma il suo uso si intensificò tra la Tarda Antichità e l'epoca bizantina, che videro in generale un utilizzo molto ampio di cariche e titoli onorifici.

## Descrizione
L'aggettivo latino honestus, legato etimologicamente al termine honor (onore), venne utilizzato già in epoca antica come titolo onorifico, volto a sottolineare il rango e il prestigio del portatore. L'utilizzo era frequente soprattutto nelle regioni a maggiore influenza bizantina, quali Ravenna, Roma e le aree ad esse circostanti. Fino a tutto il periodo di dominazione bizantina, Vir honestus definì i medi possidenti romano-bizantini; poi, con il diffondersi della dominazione longobarda, designò coloro che si trovavano in discrete condizioni finanziarie: non solo, quindi, i piccoli proprietari terrieri, ma anche i commercianti e gli artigiani. Le persone definite tramite questo titolo non appartenevano quindi alla più alta classe dirigente, ma a quella piccola e media élite che visse una notevole fase di espansione a cavallo tra l'Alto Medioevo e il Medioevo centrale.